# Kacy Catanzaro
Kacy Esther Catanzaro (* 14. Januar 1990 in Glen Ridge, New Jersey) ist eine amerikanische Wrestlerin. Sie steht derzeit bei der WWE unter Vertrag und tritt regelmäßig in deren Show NXT auf. Ihr bislang größter Erfolg ist der Erhalt der NXT Women’s Tag Team Championship.

## Wrestling-Karriere
Vor ihrer Karriere als Wrestlerin, machte sie Gymnastik. Sie war eine olympische Junior Turnerin, ihr Training begann sie mit einem Lebensalter von 6 Jahren. Sie erreichte 2007 Level 10 und nahm 2007 an den New Jersey Level 10 State Championships teil, bei denen sie den fünften Platz belegte. Im folgenden Jahr nahm Catanzaro an den New Jersey Level 10 State Championships 2008 teil, wo sie den dritten Platz belegte und sich, für die Junioren Olympischen Nationalmeisterschaften 2008 qualifizierte. Sie belegte hier den Rang 23. Sie trat für Towson in der Division I, der National Collegiate Athletic Association im Turnen an. Sie gab ihr Debüt in der Saison 2009. Catanzaro half der Turnmannschaft von Towson Tigers, die Meisterschaften, der Eastern College Athletic Conference in den Jahren 2009 und 2010 zu gewinnen. In ihrem letzten Jahr wurde sie 2012 zur regionalen Südostturnerin des Jahres ernannt.
Ab Februar 2013 arbeitete sie für Alpha Warrior, ein Hindernisparcours Fitnessstudio in San Antonio, Texas. Im Jahr 2014 absolvierte Catanzaro, als erste Frau den Qualifikationskurs für American Ninja Warrior und schaffte es bei ihrem zweiten Versuch. Später im Jahr 2014 nahm Catanzaro am Dallas-Finale des amerikanischen Ninja Warrior teil. Sie war die erste Frau, die einen Stadtfinalkurs absolvierte. Über den Rest der Zeit, nahm sie an weiteren American Ninja Warrior Staffeln teil. 2017 verkündete sie dann ihren Rücktritt.

### World Wrestling Entertainment (seit 2017)
Am 4. Januar 2017 erhielt Catanzaro ein Tryout bei der WWE im WWE Performance Center. Während des Mae Young Classic Turniers wurde am 27. August bekannt gegeben, dass Catanzaro einen Vertrag bei der WWE unterzeichnet hatte. Am 18. Januar 2018 gab WWE offiziell bekannt, dass Catanzaro ihr Training im Performance Center begonnen hat. Sie gab ihr In Ring Debüt bei einem NXT Live Event am 19. April. In der zweiten Folge der Mae Young Classic, die am 12. September ausgestrahlt wurde, gab Catanzaro ihr Debüt im Fernsehen, als sie gegen Reina Gonzalez gewann. In Episode 5 verlor sie in der zweiten Runde gegen Rhea Ripley. Am 27. Januar 2019 gab Catanzaro ihr Debüt im Royal Rumble und am 13. März ihr NXT-Debüt.
Im September 2019 wurde berichtet, dass Catanzaro die WWE aufgrund einer anhaltenden Rückenverletzung verlassen hat. Sie kehrte jedoch in der Folge von NXT vom 15. Januar 2020, als Überraschungsteilnehmerin für eine Battle Royal zurück. Catanzaro enthüllte in einem Interview, dass sie sich eine Auszeit genommen hatte.
Im Februar 2021 brach sie sich das Bein, nachdem sie von Xia Li attackiert worden ist. Am 17. April 2022 wurde ihr Ringname zu Katana Chance geändert. Am 2. August 2022 gewann sie zusammen mit Kayden Carter die NXT Women’s Tag Team Championship. Hierfür besiegten sie in einem Fatal-Four-Way-Elimination-Tag-Team-Match Toxic Attraction Gigi Dolin und Jacy Jayne, Yulisa Leon und Valentina Feroz sowie Ivy Nile und Tatum Paxley, um die vakanten Titel zu gewinnen. Die Regentschaft hielt 186 Tage und verloren die Titel, schlussendlich am 4. Februar 2023 bei NXT Vengeance Day (2023) an Fallon Henley und Kiana James.

## Titel und Auszeichnungen
- Pro Wrestling Illustrated
  - Nummer 63 der Top 100 Wrestlerinnen in der PWI der Frauen in 2019

- World Wrestling Entertainment
  - NXT Women’s Tag Team Championship (1×) mit Kayden Carter